# Антсла (волость)
Антсла (ест. Antsla vald) — волость в Естонії, у складі повіту Вирумаа. 

## Положення
Площа волості — 270,79 км², чисельність населення на 1 січня 2012 року становила 3525 осіб. 21 жовтня 2017 року волості Антсла та Урвасте було об'єднано у одну волость Антсла.
Адміністративний центр волості — містечко Антсла (Antsla). До складу волості входять ще 2 селища: Kobela та Vana-Antsla. та 36 сіл:  Anne, Antsu, Haabsaare, Jõepera, Kaika, Kassi, Kikkaoja, Kirikuküla, Koigu, Kollino, Kraavi, Кулдре (Kuldre), Kõlbi, Litsmetsa, Lümatu, Luhametsa, Lusti, Madise, Mähkli, Oe, Piisi, Pihleni, Rimmi, Roosiku, Ruhingu, Savilöövi, Soome, Säre, Taberlaane, Toku, Tsooru, Uhtjärve, Urvaste, Uue-Antsla, Vaabina, Viirapalu, Visela та Ähijärve. 
На території волості знаходиться національний парк Карула.